# Ber Ajzyk Ekerman
Ber Ajzyk Ekerman (ur. 23 sierpnia 1891, zm. 1943) – żydowski dziennikarz, działacz Agudat Israel (Aguda).

## Życiorys
Mieszkał w Warszawie, gdzie pracował jako dziennikarz. Był redaktorem „Dos Jidisze Togblat”. Przed wojną był członkiem warszawskiej Rady Gminy Żydowskiej. Był też jednym z przywódców ortodoksyjnej i konserwatywnej partii Agudat Israel. 
Po wybuchu II wojny światowej trafił do getta warszawskiego. Pełnił funkcje członka Rady Żydowskiej zasiadając w niej już od pierwszego okupacyjnego składu. Był członkiem Komisji Cmentarnej i przewodniczącym działu dozoru religijnego w ramach tejże Komisji. Po 15 sierpnia 1942 roku pełnił funkcję przewodniczącego Wydziału Cmentarnego.
Abraham Lewin w swym dzienniku zapisał, że w trakcie wielkiej akcji deportacyjnej w getcie warszawskim latem 1942 roku – Ekerman był w grupie 53 zakładników. Zakładnicy byli źle traktowani, a po uwolnieniu Ekerman zastał już tylko jednego spośród swoich synów.
W trakcie akcji styczniowej w getcie warszawskim został w dniu 18 stycznia 1943 roku deportowany do obozu zagłady w Treblince.